# (527604) 2007 VL305
(527604) 2007 VL305, também escrito como (527604) 2007 VL305, é um troiano de Netuno que tem o mesmo período orbital que Netuno em seu ponto de Lagrange L4. Ele possui uma magnitude absoluta de 7,9 e tem um diâmetro com cerca de 111 km.

## Descoberta
(527604) 2007 VL305 foi descoberto no ano de 2007.

## Órbita
A órbita de (527604) 2007 VL305 tem uma excentricidade de 0,062 e possui um semieixo maior de 30,003 UA. O seu periélio leva o mesmo a uma distância de 28,129 UA em relação ao Sol e seu afélio a 31,877 UA.